# ムスタファ・ナメ
ムスタファ・ナメ（Moustapha Name、1995年5月5日 - ）は、セネガル・ダカール出身のサッカー選手。キプロス・ファーストディビジョン・パフォス所属。セネガル代表。ポジションはMF。

## 経歴

### クラブ
2016年、母国セネガルのASドゥアネスでキャリアをスタート。
2018年、フランス全国選手権（3部）のポーFCに移籍。加入後すぐにレギュラーを獲得し、2年目にはチームキャプテンを務めた。2019-20シーズンにはリーグ・ドゥ昇格を達成。
2020年6月27日、リーグ・ドゥのパリFCに移籍。8月22日のFCシャンブリー戦で加入後初出場。

### 代表
2020年11月11日、アフリカネイションズカップ2021予選のギニアビサウ代表戦でセネガル代表デビュー。

## 代表歴

### 出場大会
- セネガル代表
  - 2022 FIFAワールドカップ

### 試合数
- 国際Aマッチ 6試合 0得点（2020年-2022年）[4]

| セネガル代表 | 国際Aマッチ | 国際Aマッチ |
| 年           | 出場        | 得点        |
| ------------ | ----------- | ----------- |
| 2020         | 1           | 0           |
| 2021         | 4           | 0           |
| 2022         | 1           | 0           |
| 通算         | 6           | 0           |

## タイトル

### 代表
- アフリカネイションズカップ: 2021[5]